# Ribjek, Osilnica
Ribjek este o localitate din comuna Osilnica, Slovenia, cu o populație de 18 locuitori.